# Kašgar
Kašgar (ujgursky قەشقەر‎, Qäshqär, čínsky 喀什, pinyinem Kaxgar, Kāshí, český přepis Kcha-š') je největším městem západní části čínské autonomní oblasti Sin-ťiang (新疆). Město leží na západním okraji pouště Taklamakan a z historie je známé jako jedna ze zastávek (oáz) na Hedvábné stezce. Má status městského okresu a je centrem stejnojmenné prefektury. Ve městě žije přibližně 783 tisíc obyvatel, z toho 85 % je ujgurského původu.
Město je významným centrem muslimského obyvatelstva západní Číny. Zdejší mešita Id Kah (ujgursky ھېيتگاھ مەسچىتى‎, Heytgah mäsčiti, čínsky 艾提尕尔清真寺, pinyin Yìtí Gǎ'ěr Qīngzhēnsì, český přepis I-tchi ka-er čching-čen-s') z 15. století pojme 10 až 20 tisíc věřících a je největší v Číně.

## Doprava
Blízko města se nachází letiště Kašgar.
Ze severovýchodu do města přichází železniční trať Turfan – Kašgar, která je napojena v Turfanu na železniční trať Lan-čou – Sin-ťiang a tím připojuje Kašgar k celostátní železniční síti. Na jihovýchod vede z Kašgaru železniční trať Kašgar – Chotan do Chotanu.